# Comuna de Leśnica
Leśnica (em alemão: Gemeinde Leschnitz) é uma comuna urbano-rural na voivodia de Opole, no condado de Strzelce. Nos anos de 1975–1998, a comuna fazia parte administrativamente da antiga voivodia de Opole. Em 2006, a língua alemã foi introduzida na comuna como língua auxiliar.
A sede da comuna é Leśnica.
Segundo dados de 31 de dezembro de 2022, a comuna era habitada por 7 492 pessoas.

## Estrutura da superfície
Segundo dados de 2002, a comuna de Leśnica tem uma área de 94,8 km², incluindo:
- Terras agrícolas: 75%
- Área florestal: 14%

A comuna constitui 12,7% da área do condado.

## Demografia
Dados em 31 de dezembro de 2022:
| Descrição                         | Total     | Total | Mulheres  | Mulheres | Homens    | Homens |
| --------------------------------- | --------- | ----- | --------- | -------- | --------- | ------ |
| unidade                           | habitante | %     | habitante | %        | habitante | %      |
| população                         | 7 492     | 100   | 3 851     | 51,4     | 3 641     | 48,6   |
| densidade populacional (hab./km²) | 79,0      | 79,0  | 40,6      | 40,6     | 38,4      | 38,4   |

## Povoamento humano
- Czarnocin
- Dolna
- Góra Świętej Anny
- Kadłubiec
- Krasowa
- Leśnica
- Lichynia
  - Granica (pertence a Lichynia)
- Łąki Kozielskie
- Poręba
- Raszowa
  - Kurzawka (pertence a Raszowa)
- Wysoka
- Zalesie Śląskie

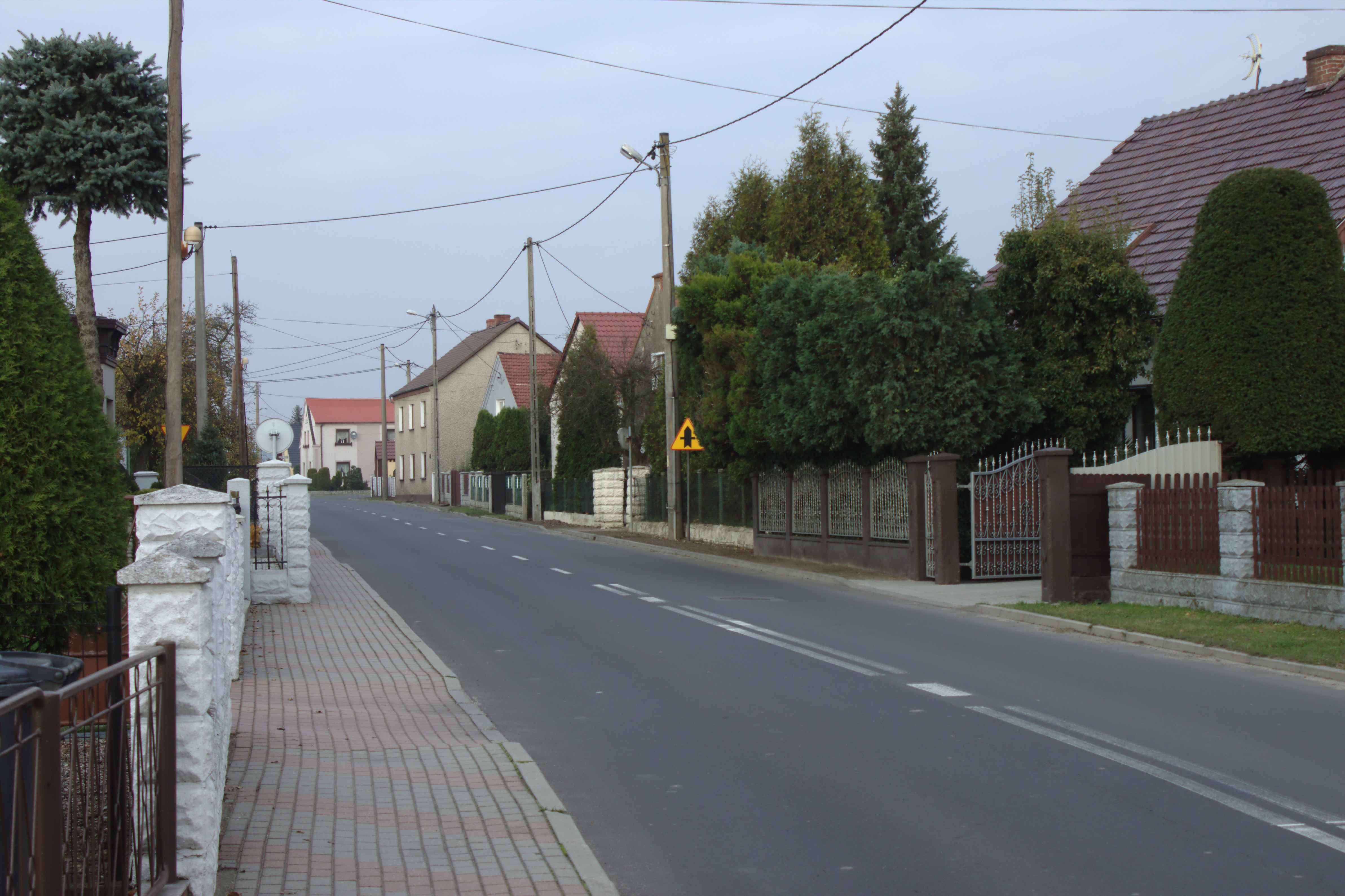
Raszowa, rua

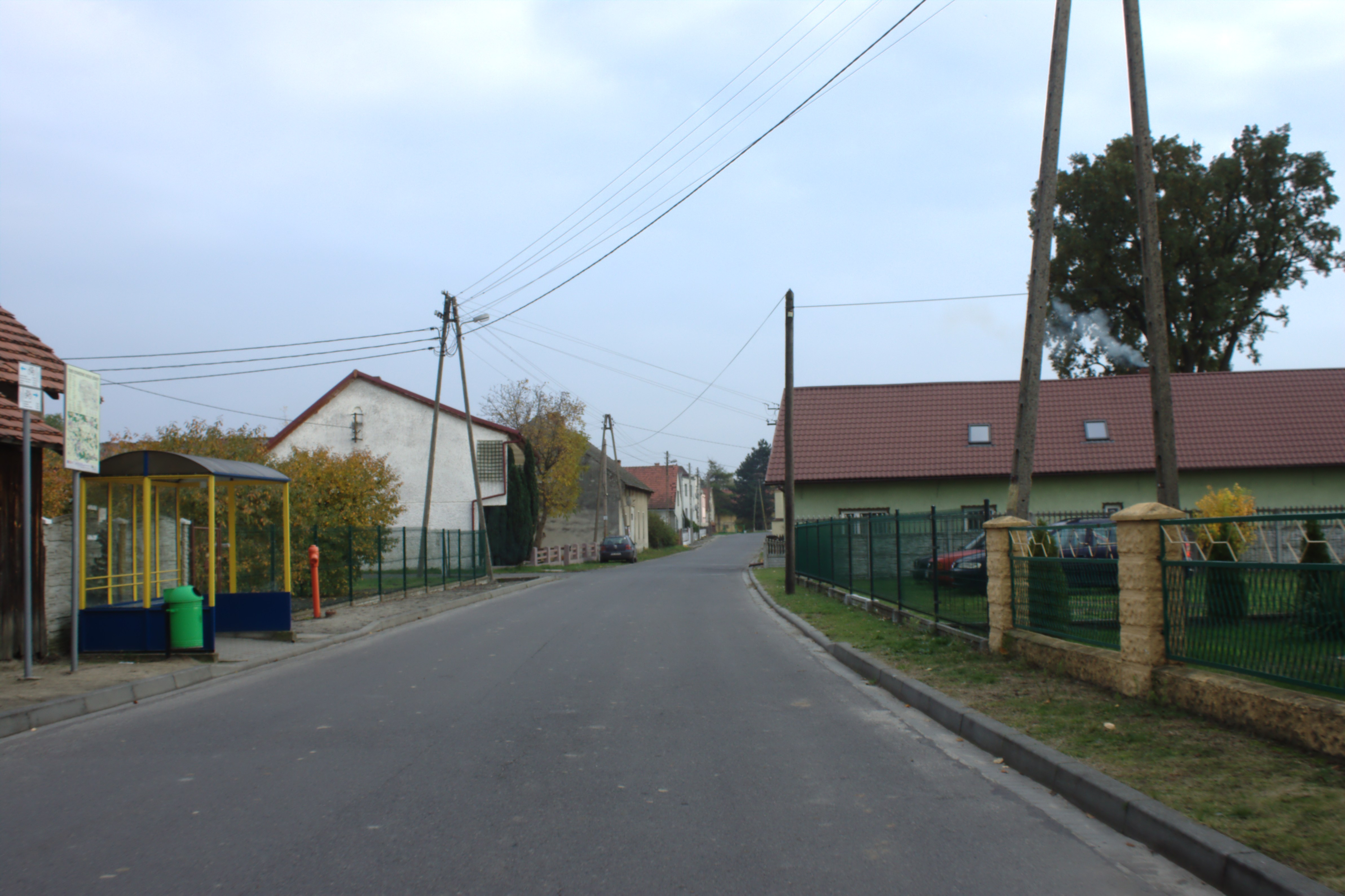
Krasowa, rua

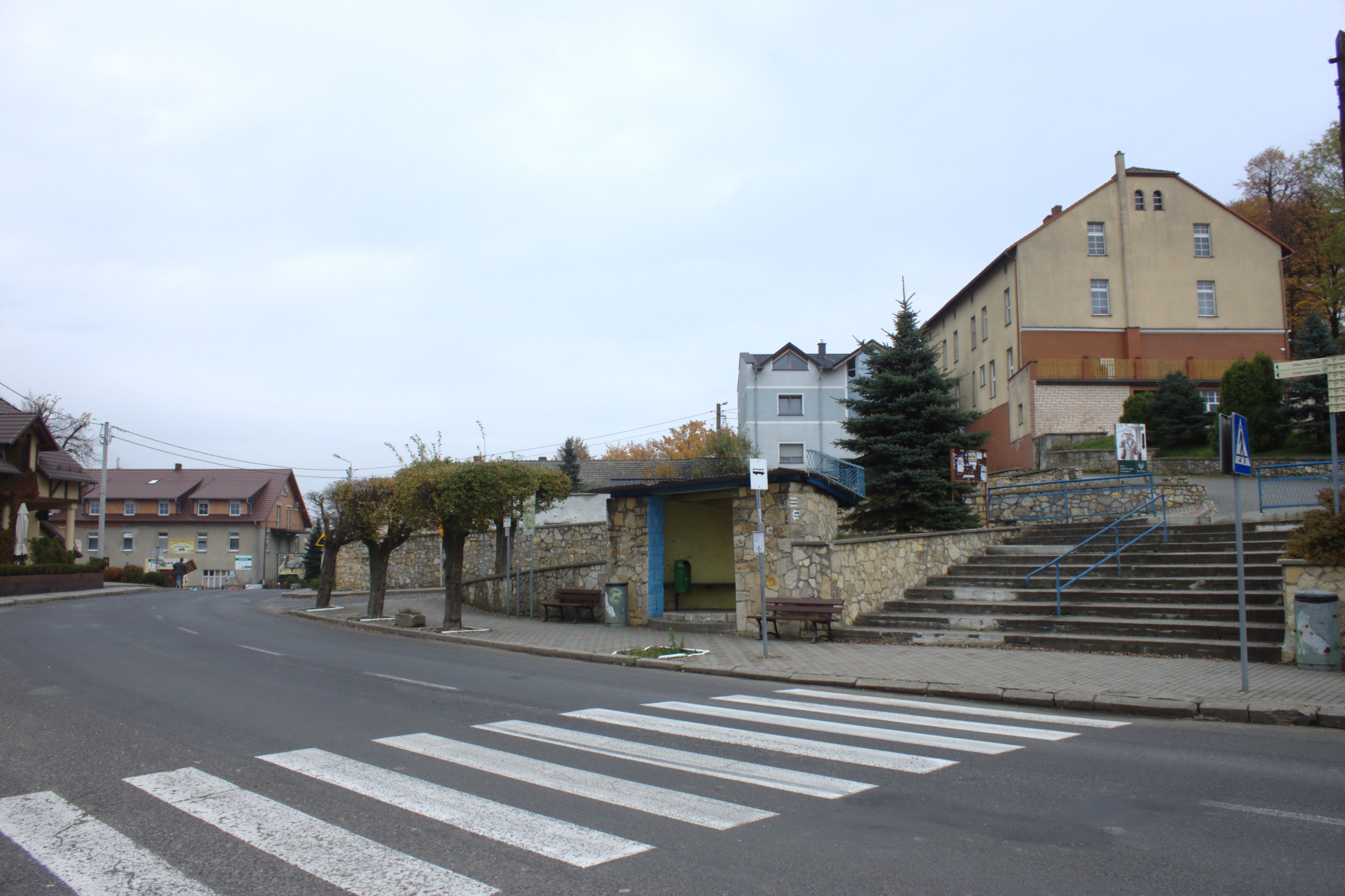
Góra Świętej Anny, rua

  - Popice (pertence a Zalesie Śląskie)

## Comunas vizinhas
Kędzierzyn-Koźle, Strzelce Opolskie, Ujazd, Zdzieszowice